# B83-kernwapen
Het B83-kernwapen is een nucleaire vrijevalbom met een variabele sterkte. Het werd aan het eind van de jaren 70 ontwikkeld door het Lawrence Livermore National Laboratory en werd in 1983 voor het eerst bij de USAF operationeel. Het wapen was gedeeltelijk gebaseerd op het B77-project dat vanwege bezuinigingen was afgestoten. De eerste, ondergrondse, test was in december 1984.

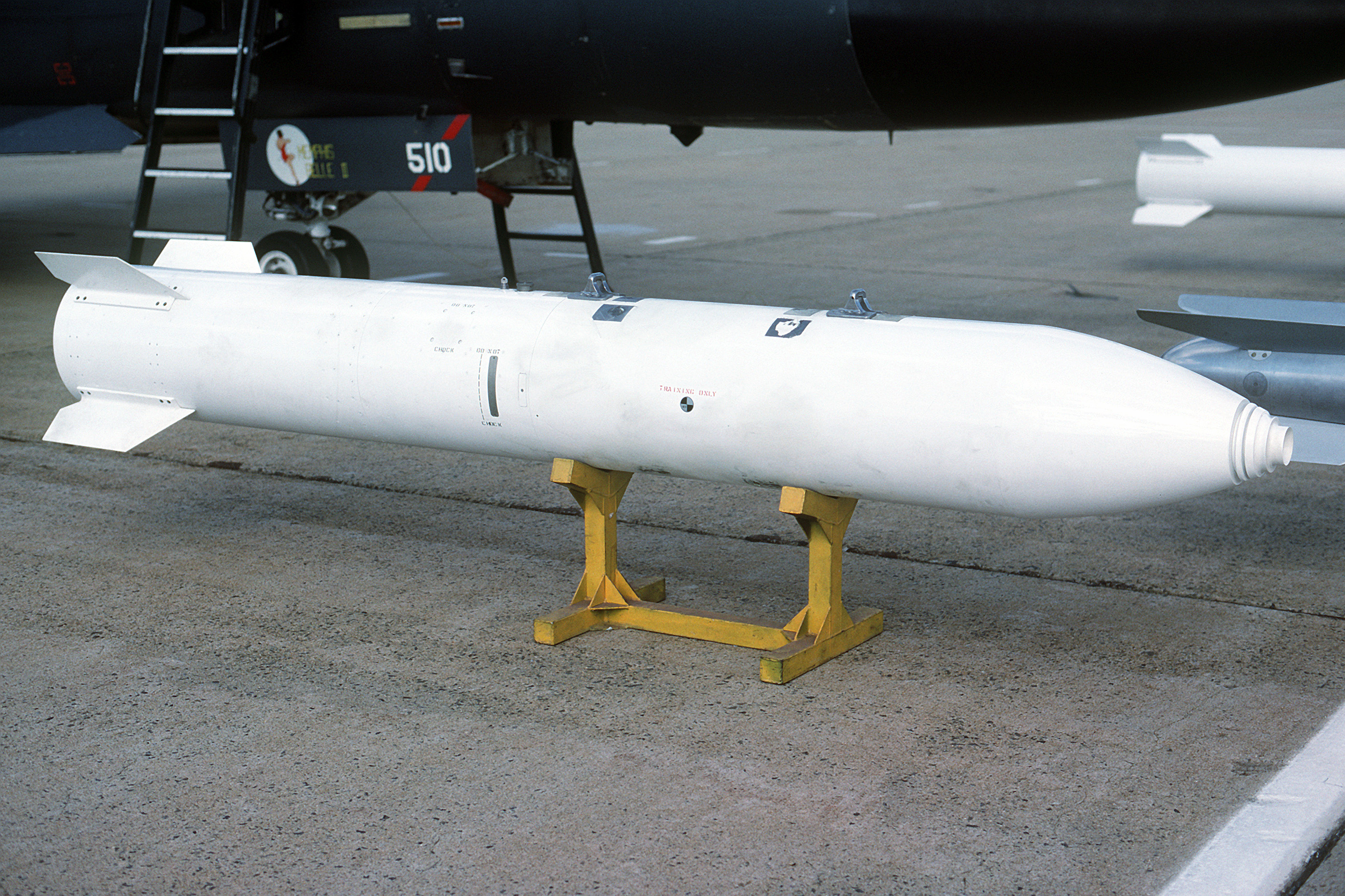
B83 trainingswapen

De B83 werd de vervanger voor meerdere verouderde types zoals de B28, B43 en de krachtige B53. Het was ook het eerste kernwapen waarvan iedere vorm van detonatie die per ongeluk plaatsvond werd onderdrukt. Dit gebeurde middels het gebruik van relatief ongevoelige explosieven in het ontstekingssysteem.
Het wapenontwerp lijkt sterk op dat van het kleinere B-61 kernwapen. Net als bij de B61 is de springstof in de neus van de bom geplaatst om hem sneller te laten vallen. Evenals de B61 is het wapen bestand tegen hoge snelheden tot Mach 2 en kan het zowel van grote hoogte als vlak boven de grond worden afgeworpen. In het laatste geval kan het wapen zijn uitgerust met een parachute als valvertrager. Hiervoor gebruikt men een parachute van 14 m diameter met zeer grote remcapaciteit.
Er zijn circa 650 B83’s afgeleverd; deze wapens blijven operationeel als een deel van de “permanente operationele voorraad” van de VS.

## Diep indringende springladingen
De B83 is een van de wapens die in aanmerking zijn genomen voor het Robust Nuclear Earth Penetrator-project, in de volksmond beter bekend als 'bunkerbuster'. Hoewel de meeste moeite werd gestoken in proeven met het kleinere B61-kernwapen werd door het Los Alamos National Laboratory ook de B83 in deze rol meegenomen.
Dit wapen zou kunnen worden gebruikt tegen eventuele planetoïden die gevaarlijk dicht in de buurt van de aarde komen. Volgens schatting van het Los Alamos National Laboratory zou de kracht van 6 exploderende B83’s genoeg zijn om een planetoïde uit zijn koers te brengen.
In 2006 werd het volop in ontwikkeling zijnde RNEP-project vanwege bezuinigingen door de uitgaven voor de oorlog in Irak door het Amerikaanse congres gestopt.

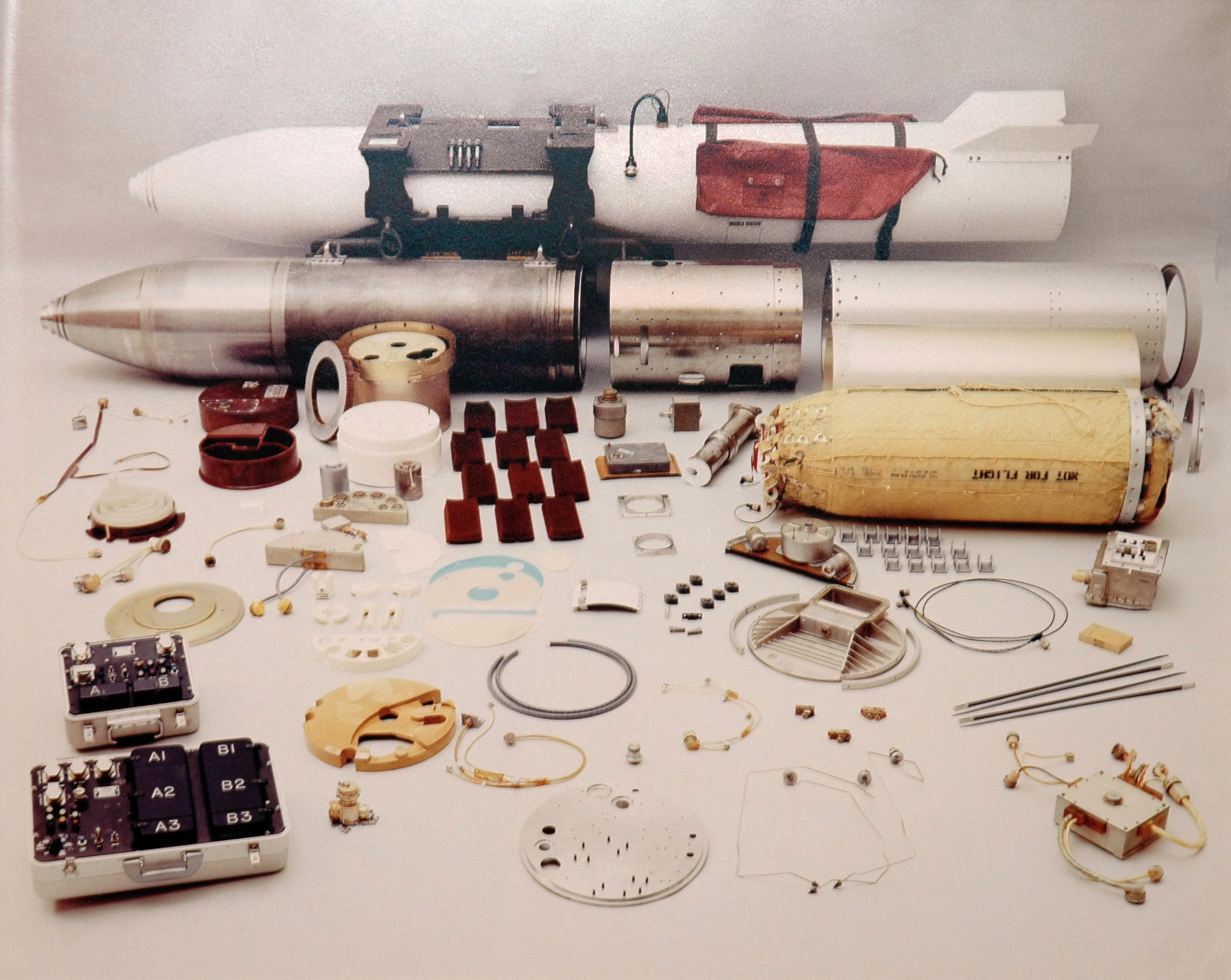
B83 in onderdelen

## Gegevens
|                                      | Thermonucleaire vrijevalbom B83                   |
| ------------------------------------ | ------------------------------------------------- |
| Type                                 | B83                                               |
| Productie aantal                     | 650                                               |
| Gebruiker                            | USAF, USN                                         |
| Operationeel                         | 1983- heden                                       |
| Tijdens de vlucht instelbare sterkte | 5x tussen 4 kiloton en 1.2 megaton TNT            |
| Lengte                               | 3,67 m                                            |
| Diameter                             | 0,46 m                                            |
| Gewicht                              | 1100 kg                                           |
| Minimale afwerphoogte                | 30 m                                              |
| Inzetmode                            | airburst, groundburst, free fall contact, laydown |

## Standaard inzetbaar op
|              | B83 Toepasbaar op de vliegtuigtypen                                                                  |
| ------------ | --- |
| Allmode      | B-1B Lancer, B-2 Spirit, B-52 Stratofortress, F-15 Eagle, F-22 Raptor, F/A-18 Hornet                 |
| Limited mode | FB-111 Aardvark, F-16 Fighting Falcon, A-6 Intruder, A-7 Corsair, McDonnell Douglas AV-8B Harrier II |